# Sporting Clube de Benguela
Der Sporting Clube de Benguela, meist nur Sporting de Benguela genannt, ist ein Sportverein aus der angolanischen Provinzhauptstadt Benguela. Er ist besonders für seine Fußball- und Basketball-Mannschaften bekannt.

## Geschichte
Der Verein wurde am 16. November 1915 von Portugiesen in Benguela als Filialklub Nr. 21 des portugiesischen Klubs Sporting Lissabon gegründet.
Der 1952 in Benguela geborene Rui Jordão begann 1968 hier als 16-Jähriger seine Fußballkarriere. 1971 wechselte er zu Benfica Lissabon nach Portugal. Danach wurde er Nationalspieler, zweimal Torschützenkönig der Primeira Divisão, und mehrfach portugiesischer Landesmeister, sowohl mit Benfica als auch mit Sporting.
Im Zuge der antikolonialen Bemühungen nach der Unabhängigkeit Angolas von Portugal 1975 nannte der Verein sich in Desportivo de Benguela um. Nach der Saison 1989 kehrte der Klub zu seiner alten Bezeichnung zurück.
1983 stieg er in die höchste angolanische Spielklasse auf, den Girabola. Auf den Abstieg 1986 folgte 1987 der Wiederaufstieg. Am Ende der Saison 1992 stieg Sporting Benguela in die zweite Liga ab. Ein Wiederaufstieg ist dem Klub bisher nicht gelungen (Stand: 2014).
Zuletzt sorgte stattdessen die Basketball-Abteilung des Vereins für Erfolge. So wurde die U18-Damenmannschaft 2014 angolanischer Meister, und die weibliche U16-Mannschaft des Klubs beendete die Hinrunde der Landesmeisterschaft 2015 als Tabellenführer.  Die Basketball-Profimannschaft der Herren stieg Ende 2013 als Meister der zweiten Liga (Campeonato Nacional de Basquetebol da II. Divisão) in die erste Liga auf, den Campeonato Nacional de Basquetebol (BIC Basket).